# Accidente del Airbus A400M en Sevilla de 2015
El accidente del Airbus A400M en Sevilla ocurrió el 9 de mayo de 2015. Un Airbus A400M Atlas de carga se estrelló en La Rinconada (Sevilla, España).  El avión, número de serie MSN23, estaba realizando un vuelo de prueba tripulado por personal de Airbus Defence & Space.

## Desarrollo
Los pilotos habían comunicado que el avión había tenido un fallo técnico y pidieron permiso para aterrizar. El avión colisionó con una torre de alta tensión mientras intentaba un aterrizaje de emergencia. Datos del sitio web Flightradar24 indican que el avión había girado a la izquierda antes de estrellarse y que había alcanzado una altura máxima de 1725 pies antes de descender a una velocidad constante de 160 nudos.

## Aeronave
El avión, número de serie MSN023, estaba en su primer vuelo e iba a ser el tercer A400M de la Fuerza Aérea Turca. El avión iba a ser entregado en junio de 2015.

## Tripulación
Los seis ocupantes del avión eran empleados de Airbus, todos de nacionalidad española. Cuatro fallecieron y dos resultaron gravemente heridos.
En los primeros momentos las víctimas fueron evacuadas en helicóptero y en UVI Móvil a los hospitales Virgen Macarena y Virgen del Rocío.
El herido derivado al hospital Virgen Macarena presentaba una fractura de fémur, estuvo consciente y no precisó ventilación mecánica; el otro hospitalizado en el Virgen del Rocío estuvo muy grave, con fractura de tibia, traumatismo craneoencefálico y con ventilación mecánica. Ambos sobrevivieron.
Al parecer se habría producido en el campo de vuelo, pero fuera de sus instalaciones, en la finca de la Florida. Según los controladores aéreos, ocurrió un fallo tras el despegue del aparato que pudo ser del tren de aterrizaje. El avión en pruebas iba a ser enviado al ejército turco.
Parece que se había notificado un fallo antes del impacto según el perfil de los controladores aéreos.
Como consecuencia, una imponente columna de humo podía divisarse desde los alrededores de la zona.
Fallecidos
- Jaime Gandarillas - Piloto[12]
- Manuel 'Manu' Regueiro Muñoz - Piloto[13]
- Jesualdo Martínez Ródenas - Ingeniero de Vuelo
- Gabriel García Prieto - Ingeniero de Vuelo

Supervivientes
- José Luis de Augusto - Ingeniero
- Joaquín Muñoz Anaya - Mecánico de aeronaves

## Reacciones
El presidente del Gobierno, Mariano Rajoy, mostró su pesar por lo sucedido: «Nos solidarizamos con las víctimas y sus familias y manifestamos nuestro pesar. Estamos a su disposición y de todas las familias». El Partido Popular, el PSOE, Ciudadanos, Podemos, IU y UPyD, suspendieron durante el sábado 9 todos sus actos de la campaña electoral de las elecciones autonómicas y municipales por el accidente, al tiempo que mostraron su condolencias y solidaridad con las víctimas del siniestro y sus familiares, los cuales eran trabajadores de la empresa Airbus.

## Consecuencias
La Royal Air Force dejó en tierra a sus aviones Atlas inmediatamente después del accidente. La Fuerza Aérea Alemana también suspendió las operaciones con sus Airbus A400M.
El aeropuerto de San Pablo fue cerrado tras el accidente. Las fuerzas aéreas de Malasia y Turquía también suspendieron las operaciones de sus flotas de A400M tras el accidente. El ministro de Defensa francés, Jean-Yves Le Drian, dijo el 10 de mayo de 2015 que "solo se permitirán vuelos de extrema importancia para las operaciones". Según se informa, uno de los A400M de Gran Bretaña quedó atascado en Nuevo México en espera del levantamiento de la pausa de vuelo autoimpuesta por el Ministerio de Defensa británico. España retiró el permiso de Airbus para realizar pruebas de vuelo del A400M en España a la espera de los resultados de la investigación. En una carta a los empleados del 11 de mayo de 2015, el presidente de Airbus, Thomas Enders, dijo: "Queremos mostrar a nuestros clientes y fuerzas aéreas que confiamos plenamente en este excelente avión de transporte". Las pruebas del A400 se reanudaron al día siguiente, con Fernando Alonso, jefe de Airbus Military, a bordo del vuelo de prueba actuando como ingeniero de vuelo. El vuelo no se vio afectado por la suspensión de los vuelos de prueba en España debido a que el prototipo de avión de prueba propiedad de Airbus, MSN4, no está programado para la entrega.
Alrededor de veinte A400M estaban en ese momento en la línea de montaje de Sevilla en diferentes etapas de producción, cada una de las cuales debió someterse a pruebas antes de que puedan ser entregadas a los clientes. Airbus dijo el 12 de mayo de 2015: "Es demasiado pronto para saber qué impacto tendrá la decisión [de España] en la cadena de suministro". El A400M MSN4 se utilizará para completar el desarrollo de nuevas capacidades a través del proceso de autorizaciones operativas estándar; SOC1.5 finalizará la entrega aérea, los sistemas de manejo de carga, los sistemas de autodefensa y el reabastecimiento de combustible aire-aire utilizando cápsulas montadas en alas.
El 14 de mayo de 2015, el Ministerio de Defensa español confirmó que la agencia militar española de investigación de accidentes aéreos, CITAAM, se había hecho cargo de la investigación del accidente. El Gobierno español había encargado inicialmente la tarea a un equipo civil, formado por expertos de los ministerios de Transportes y Defensa, pero el equipo civil "tomó la decisión de retirarse porque entendió que el avión tiene unas características específicas por su configuración militar que no estaban familiarizados", según un portavoz del Ministerio de Defensa.
El 19 de mayo de 2015, Airbus Defence and Space solicitó a todos los operadores de su avión de transporte A400M que realizaran comprobaciones específicas por única vez de las unidades de control electrónico (ECU) instaladas en los motores turbohélice TP400 de la aeronave. La empresa también ha introducido comprobaciones detalladas adicionales, que se llevarán a cabo en caso de sustitución posterior del motor o la ECU. Airbus dijo que estos controles eran necesarios para "evitar riesgos potenciales en cualquier vuelo futuro", y agregó que la alerta había resultado de su análisis interno y se emitió como "parte de las actividades continuas de aeronavegabilidad, independientemente de la investigación oficial en curso sobre el accidente".
El 21 de mayo de 2015 se supo que los secretarios de estado de los países miembros del A400M habían establecido un Equipo de Seguimiento del Programa (PMT) para analizar y juzgar los planes de Airbus para volver a poner en marcha el proyecto del A400M y programar visitas a la línea de montaje final en Sevilla, España, y otras instalaciones de producción del A400M. Las primeras conclusiones sobre la recuperación del programa hechas por el PMT incluyen la observación de que Airbus todavía no tiene un enfoque integrado para la producción, el desarrollo y las modificaciones, sino que los trata como programas separados.
El 11 de junio de 2015, el Ministerio de Defensa de España anunció que Airbus podría reiniciar vuelos de prueba para prototipos A400M en España. El Ministerio confirmó que su unidad aeroespacial especializada se había reunido con Airbus para discutir los permisos de vuelo, y que en los próximos días podrían otorgarse más permisos relacionados con el programa del avión. La Royal Air Force del Reino Unido levantó la suspensión de los vuelos del A400M el 16 de junio de 2015, seguida al día siguiente por la Turkish Air Force. "Después de haber realizado y completado una serie de controles exhaustivos en el avión A400M del Reino Unido y cómo se opera, la RAF ahora está satisfecha de que los procesos y procedimientos adicionales introducidos significan que ahora es seguro para la RAF reanudar el vuelo", dijo el Ministerio de Defensa del Reino Unido. El primer A400M de la Fuerza Aérea Alemana que voló después del accidente despegó de la base aérea de Wunstorf el 14 de julio de 2015. Pilot Lt.Col. Christian Schott, parte del equipo de evaluación y pruebas operativas de 10 miembros de Wunstorf, dijo que "los problemas que llevaron al accidente en Sevilla pueden descartarse [sic] para nuestro A400M... nuestro avión ha sido revisado minuciosamente".
El primer avión estándar de producción en salir de la línea de montaje final (FAL) de Sevilla, desde que las autoridades españolas decretaron la puesta a tierra el pasado 9 de mayo, fue entregado al Ejército del Aire francés el mismo día en que se levantó la suspensión de vuelos el pasado 19 de mayo. Junio. Este avión, MSN019, es el séptimo que se entrega a Francia y el 13 que se entrega en total. La FAL también completó la construcción de cuatro aviones para el Reino Unido, que ahora se someterán a controles y pruebas previos a la entrega antes de volar a Royal Air Force (RAF) Brize Norton en Oxfordshire.

## Investigación
El gobierno español confirmó el 10 de mayo de 2015 que se habían recuperado la grabadora de datos de vuelo y la grabadora de voz de la cabina del avión (conocidas popularmente como "cajas negras"). A pesar de haber sido examinadas por un equipo conjunto de los ministerios españoles de desarrollo y defensa, las autoridades españolas posteriormente entregaron las grabadoras a la agencia militar francesa de investigación de accidentes aéreos BEAD para extraer y analizar los datos. El 13 de mayo de 2015 se supo que problemas técnicos estaban retrasando la recuperación de los datos del accidente; El general Bruno Caïtucoli, jefe del BEAD, informó que "hay problemas técnicos en la lectura del sistema, y es una cuestión de compatibilidad entre sistemas, por lo que todavía estamos tratando de extraer datos. El sistema de extracción que estamos utilizando pertenece a la defensa francesa". agencia de adquisiciones de la DGA", dijo Caïtucoli, señalando que el problema parecía ser un problema de compatibilidad entre los registradores y el sistema de lectura de datos de la DGA, más que un problema con la condición de los registradores mismos.
Varios informes sugirieron que hasta tres de los cuatro motores de la aeronave fallaron durante la salida del A400M de Sevilla. Airbus inicialmente se centró en si el accidente fue causado por un nuevo software de gestión para el suministro de combustible del motor, diseñado para ajustar los tanques de combustible para permitir que la aeronave realice ciertas maniobras militares. Parecía haber habido un problema de recorte de datos, lo que condujo a una fuerte inclinación que no fue recuperable y se restableció el suministro de combustible pero no lo suficientemente rápido como para recuperarse y volver a volar con seguridad.
El director de estrategia de Airbus, Marwan Lahoud, confirmó el 29 de mayo que el software de control del motor instalado incorrectamente causó el accidente fatal. "Las cajas negras dan fe de que no hay defectos estructurales [en la aeronave], pero tenemos un problema de calidad grave en el montaje final". Dos días antes, el CEO de Airbus, Tom Enders, criticó a las agencias españolas por retener los datos del registrador de vuelo. "Nos gustaría ver los datos y compararlos con nuestra hipótesis y proceder rápidamente a comprender las causas del accidente, para que nuestro avión pueda volver al aire", dijo a los accionistas en la reunión general anual de la compañía en Ámsterdam el 27 de mayo.
El alto ejecutivo de Airbus, Fabrice Bregier, dijo el 30 de mayo de 2015 que había "una debilidad en el procedimiento de prueba de los aviones antes de que vuelen, o un problema que resulta de la implementación de estos procedimientos". El 3 de junio de 2015, Airbus anunció que los investigadores habían confirmado "que los motores uno, dos y tres experimentaron congelación de energía [sic] después del despegue y no respondieron a los intentos de la tripulación de controlar el ajuste de potencia de la manera normal. Los análisis preliminares han demostrado que todos los demás sistemas de la aeronave funcionaron normalmente y no identificaron ninguna otra anomalía durante el vuelo". El escenario clave que están examinando los investigadores es que los datos del parámetro de calibración de par se borraron accidentalmente en tres motores mientras se instalaba el software del motor en las instalaciones de Airbus, lo que impediría el funcionamiento de los FADEC. Según el diseño del A400M, la primera advertencia que recibirían los pilotos sobre el problema de los datos del motor sería cuando el avión estuvo a 120 metros (400 pies) en el aire; en tierra no hay alerta de cabina.